# Deux Valses
Les Deux Valses sont deux valses pour deux pianos de la compositrice Germaine Tailleferre, écrites en 1928.

## Structure
L'œuvre comprend deux parties :
1. Valse lente
2. Valse brillante